# Botafogo de Futebol e Regatas (futebol de areia)
O futebol de areia do Botafogo BS é um clube do departamento do Botafogo de Rio de Janeiro.

## História
O Botafogo tem um Centro de Treinamento no FUTEBOL DE AREIA, nas categorias de Sub 13, Sub 15, Sub 17 e Sub 23, na categoria masculino, e Sub 17 e Sub 20, na categoria feminino. Esta infraestrutura também é utilizada na equipe profissional, masculino e feminino, que diariamente treinam na orla em Copacabana e onde se realizam muitas vezes eventos de beach soccer .
Em 2011, o Botafogo contrata o Português Alan Cavalcanti com quem ganhou a primeira edição da Copa Brasil graças à sua vitória por 8 a 3 na final contra o campeão mundial (Vasco da Gama). Além do troféu, Botafogo também venceu dois dos três títulos individuais: melhor goleiro ( Leandro Fanta ) e melhor jogador ( Juninho ) 7 .

## Títulos
| Nacionais      | Nacionais                              | Nacionais | Nacionais   |
|                | Competição                             | Títulos   | Temporadas  |
| -------------- | -------------------------------------- | --------- | ----------- |
| Brasil         | Copa Brasil                            | 1         | 2011        |
| Estaduais      |                                        |           |             |
|                | Competição                             | Títulos   | Temporadas  |
| Rio de Janeiro | Campeonato da Cidade do Rio de Janeiro | 2         | 1966 e 1967 |

### Outros títulos
- 1 Copa Brasil = Sul/Sudeste/Centro-Oeste 2017
- Quadrangular Internacional: 2015
- Torneio Início Internacional Interclubes Cidade Maravilhosa: 2012
  - 1 Desafio Espetacular de Futebol de Areia Masculino Adulto: 2012
  - 1 Copa Integração de Beach Soccer: 2017
  - 2 Campeonato da Divisão de Acesso Masculino Adulto: 1956, 1966
  - 1 Campeonato Carioca de Beach Society Masculino Adulto: 2002
  - 1 Taça Guanabara de Beach Society Masculino Adulto: 2013
  - 1 Torneio Aberto Masculino Adulto: 1964
  - 1 Taça Àlvaro Augusto Dias Monteiro Masculino Adulto: 2010
  - 1 4ª Copa da Liga de Copacabana Masculino Adulto: 2003
  - 1 Desafio CEFAN (Botafogo x Vasco) Masculino Adulto: 2010
  - 1 Desafio Carioca Hilton Santos Júnior Masculino Sub-20: 2013
  - 1 1ª Copa LOGAN de Beach Soccer Masculino: 2016